# تیپ ۲۶۴ پیاده سلماس
تیپ ۲۶۴ پیاده سلماس یا تیپ ۲۶۴ متحرک هجومی از تیپ‌های پیاده‌نظام نیروی زمینی ارتش جمهوری اسلامی ایران و زیرمجموعه لشکر ۶۴ پیاده ارومیه است، که پادگان و ستاد فرماندهی آن در شهر سلماس، استان آذربایجان غربی مستقر می‌باشد. تیپ ۲۶۴ پیاده سلماس در خلال جنگ ایران و عراق، از یگان‌های عمل‌کننده ارتش جمهوری اسلامی ایران و تحت امر لشکر ۶۴ پیاده ارومیه بود. هم‌اکنون سرتیپ دوم عباس واحدی فرماندهی تیپ ۲۶۴ پیاده سلماس را برعهده دارد.